# Wolddiep

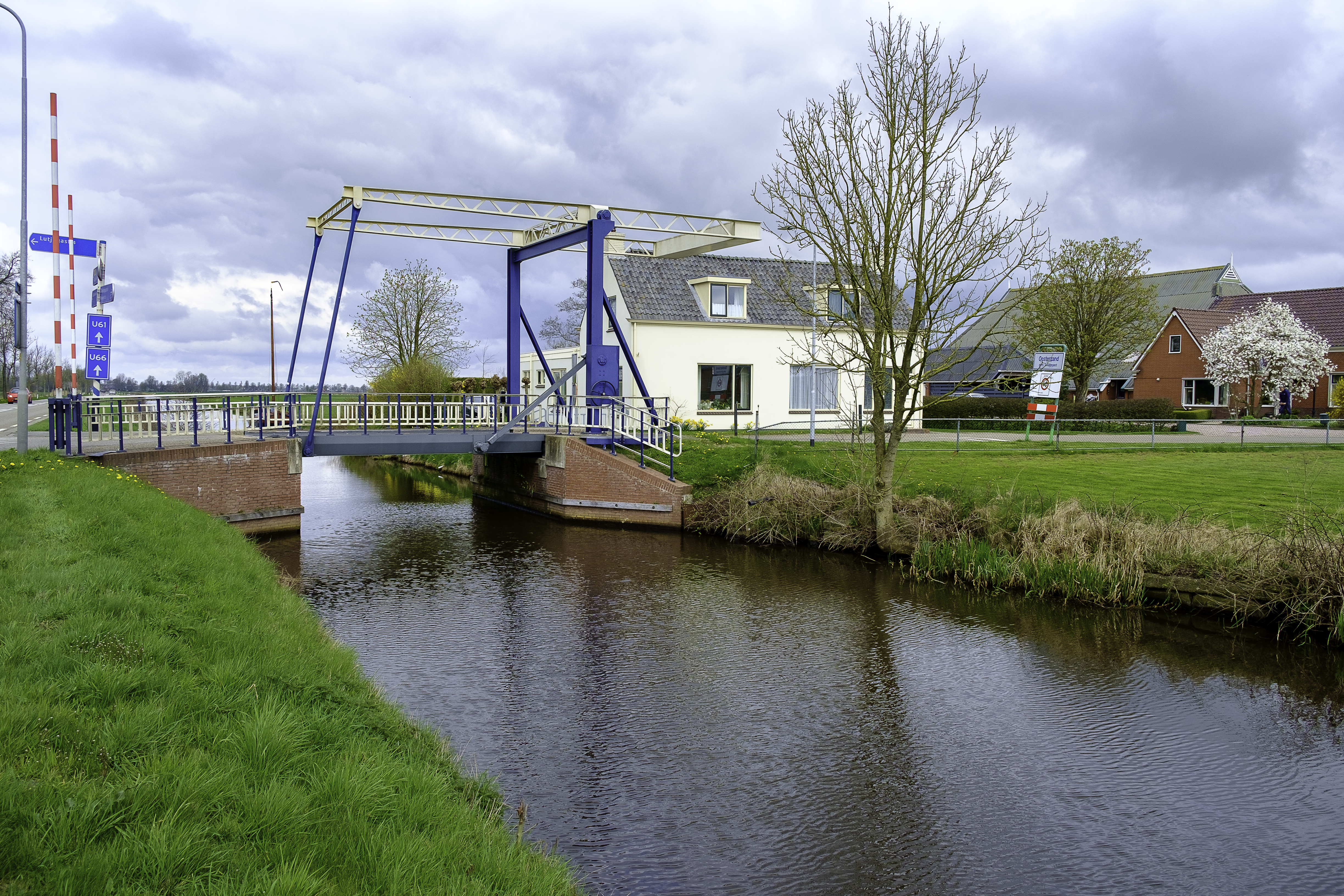
Zandumerklap over het Wolddiep tussen Westerzand en Oosterzand

Het Wolddiep is een kanaal in het Westerkwartier in de Nederlandse provincie Groningen. Het diep is gelegen tussen de plaatsen Boerakker en Gaarkeuken. Het vormde tot 1803 de scheiding tussen de grieternijen Oosterdeel-Langewold en Westerdeel-Langewold.
Het diep liep in eerste instantie tot aan Oude Gaarkeuken, maar werd na de aanleg van het Bomsterzijl (bij Niezijl) rond 1385 doorgetrokken tot aan (Nieuwe) Gaarkeuken, vanwaar de afwatering werd voortgezet via het Hoerediep.
In de jaren 1930 werd het diep verbreed in het kader van de werkverschaffing.

## Naam
Rondom Lucaswolde wordt het Wolddiep ook wel Langsdiep genoemd. In het verlengde daarvan wordt ook wel gesproken van het Wold- of Langsdiep. Het waterschap Noorderzijlvest, de beheerder van het kanaal, noemt het in zijn legger het Langs- of Wolddiep. In het verleden werd het kanaal ook wel  't Oude Diep genoemd.
Het kanaal is tezamen met de Enumatilster Matsloot (die ook wel Wolddiepje wordt genoemd) de belangrijkste afwatering van het zuidelijke gedeelte van het Westerkwartier. Het meeste water komt bij Boerakker in het diep via het Dwarsdiep. Een deel stroomt via het Wolddiep naar het Van Starkenborghkanaal en dan verder via het Hoerediep naar het noorden naar Lauwersoog. Het andere deel dat bij Boerakker uit het Dwarsdiep komt, stroomt via de Matsloot en het Hoendiep.